# 4-Hydroksy-N,N-diizopropylotryptamina
4-Hydroksy-N,N-diizopropylotryptamina – psychodeliczna substancja psychoaktywna z rodziny tryptamin.
Efekty działania 4-HO-DiPT są zbliżone do LSD i psylocybiny, jednak utrzymują się tylko 2 – 3 godziny. Zgodnie z TIHKAL dawkowanie tej substancji waha się w przedziale 15 – 20 mg. Podobnie jak wszystkie pochodne DiPT, 4-HO-DIPT może wpływać na zmysł słuchu.